# ماهية نجيب
ماهية نجيب، صحفية ومذيعة وناشطة في الحركة النسائية اليمنية. ولدت في مدينة عدن عام 1926م.
تعد أول امرأة يمنية ترأس تحرير مجلة نسائية في الجزيرة العربية حيث رأست تحرير مجلة «فتاة شمسان» التي صدر العدد الأول منها في عدن في يناير 1960م. ساهمت ماهية نجيب في نشاط الحركة النسائية اليمنية في الستينيات من القرن العشرين، ومثلت المرأة اليمنية في العديد من المؤتمرات العالمية مثل مؤتمر نساء أفريقيا وآسيا الذي عقد في القاهرة في 15 يناير 1961م.
توفيت عام 1982م في مكة المكرمة بالمملكة العربية السعودية ، وقد أصدر اتحاد الأدباء والكتاب اليمنيين في العام 2005 كتابا للباحثة اليمنية نادرة عبدالقدوس يسرد أجزاء من سيرتها الذاتية تحت عنوان (ماهية نجيب.. الريادة).